# 新美南吉
新美 南吉（にいみ なんきち、1913年〈大正2年〉7月30日 - 1943年〈昭和18年〉3月22日）は、日本の児童文学作家。本名は新美 正八（旧姓:渡邊）。愛知県半田市出身。雑誌『赤い鳥』出身の作家の一人であり、彼の代表作『ごん狐』（1932年）はこの雑誌に掲載されたのが初出。結核により29歳で亡くなったため、作品数こそ多くないがごん狐が小学校の国語教科書に継続的に採用されており、近年でもアニメーション制作が実施されたり学芸会の演目になることも多いので現在でも一定の国民からの知名度を持つ。童話の他に童謡、詩、短歌、俳句や戯曲も残した。彼の生前から発表の機会を多く提供していた友人の巽聖歌は、南吉の死後もその作品を広める努力をした。
半田市名誉市民。出身地の半田には、新美南吉記念館のほか、彼の実家や作品ゆかりの場所を巡るウォーキングコースも作られている。半田市は生誕100周年にあたる2013年に新美南吉生誕100年記念事業を各種行った。

## 生涯

### 生い立ち
1913年7月30日、畳屋を営む父・渡邊多蔵、母・りゑ（旧姓・新美）の次男として生まれる。戸籍上の出生地は多蔵の実家の半田町字西折戸61番地の3（現在の半田市新生町1丁目99番地）となっているが、実際は畳屋を営む半田町字東山86番地（現在の半田市岩滑中町〈やなべなかまち〉1丁目83番地）と推定されている。前年に生まれ18日後に死亡した兄「正八」の名をそのままつけられた。多蔵は講談好きで講談の本も良く読んでおり、講談に出てくる英雄「梁川庄八」をもじってつけた。また死んだ兄の分とあわせて二人分の知恵と身体を持つようにとの願いもこめられている。りゑは出産後から病気がちになり、1917年11月4日午前1時、29歳で死去する。多蔵は南吉を実家に預け、再婚相手を探した。1919年2月12日、多蔵は酒井志んと再婚。同月15日に異母弟・益吉が生まれている。
1920年4月1日、半田第二尋常小学校（現・半田市立岩滑小学校）に入学。おとなしく体は少し弱かったが成績優秀だった。あだ名は「正八」をもじった「ショッパ」。
南吉の実母・りゑの実家の新美家ではりゑの弟・鎌次郎がなくなり、跡継ぎがなくなってしまった。そこで南吉が養子に出されることになったが、当時の法律では跡取りの長男を養子に出すことを禁じていた。多蔵は、1921年7月19日志んと離婚。多蔵と南吉は祖父の六三郎の籍に入る。同月28日、8歳の南吉は祖父の孫として新美家と養子縁組させられた。南吉は養母・新美志もと二人暮らしをはじめるが、寂しさに耐えられず、5か月足らずで渡邊家に戻る。12月3日、多蔵と志んは復縁したが、南吉の籍は新美家のままだった。この出来事は幼い南吉にとって大きな衝撃であった。ただし、家族仲は良く、志んは南吉を実子と同じように扱い、南吉は異母弟の益吉をよくかわいがっていた。

### 中学時代、創作
1926年3月20日、半田第二尋常小学校卒業。成績優秀で「知多郡長賞」「第一等賞」を授与される。卒業式では卒業生代表として答辞を呼んだが、この答辞は教師の手を入れず、南吉一人で書き上げたものだった。畳屋の多蔵は息子を進学させるつもりはなかったが、担任の伊藤仲治が渡邊家に通って説得する。学校の先生になれると聞いた多蔵は進学を許可。4月5日、南吉は旧制愛知県立半田中学校（現・愛知県立半田高等学校）に入学する。南吉は多蔵に進学を反対されたことを終生忘れず、のちに巽聖歌に「家は貧乏、父親は吝嗇、継母は自分をいじめる」と生い立ちを語っている。中学で南吉は児童文学に向かうようになり、1928年2月、校友会誌『柊陵』第九号に『椋の實の思出』童謡『喧嘩に負けて』が掲載される。その後様々な雑誌に作品を投稿する。1929年5月『張紅倫』、6月に『巨男の話』を脱稿、弟の益吉に朗読している。友人たちとも自作を持ち寄る朗読会をはじめたが2回で終了し、9月1日、同人誌『オリオン』を発行。10月、『愛誦』に掲載された童謡『空家』から「南吉」のペンネームを使いはじめた。『オリオン』は翌年1月1日の新年号（5号）で終刊。その後は日記帳に作品を書き始める。 半田中学校卒業直前、『赤い鳥童謡集（北原白秋編）』を読んで感銘を受ける。裏表紙に「一九三一・三・四　中学卒業式の前の日、現在地球上にこれよりすぐれた童謡集はないと思ふ。新美正八」と書き入れ、以後白秋に心酔した。南吉の実家は、多蔵が畳屋、志んが下駄屋を営んでおり、南吉には離れの家が与えられていたが、2月10日、離れが火事で全焼する。当初、南吉の火の不始末を疑われ、結局原因はわからず仕舞いとなったが、南吉は大きな衝撃を受けた。

### 代用教員、北原白秋との出会い
1931年3月4日、半田中学校を卒業。南吉の希望は児童文学者の大西巨口や菊池寛のように大学に行って、卒業後は新聞記者で生計を立てながら作品を書き、いずれは記者を辞めて文筆業だけで食べていくことで、早稲田大学に進学を考えていた。しかし多蔵が許すはずもなく、結局岡崎師範学校を受験する。結果は不合格。体格検査で基準に達していなかったためといわれる。南吉は小学校時代の恩師の伊藤仲治をたずね、母校の半田第二尋常小学校を紹介され、代用教員として採用される。『赤い鳥』5月号に南吉の童謡『窓』が掲載される。主催者の北原白秋を尊敬する南吉は喜び、教員生活の傍ら創作、投稿を続ける。8月号には童話『正坊とクロ』が掲載された。8月31日、代用教員を退職。南吉は東京高等師範学校の受験を考えていた。9月、童謡同人誌『チチノキ』に入会。白秋の愛弟子の巽聖歌や与田凖一と知り合う。またこの頃から木本咸子との交際が始まり、7月に初めてのデートをしている。
12月、上京して東京師範学校を受験するが不合格。しかし巽や与田と会い、同じ下宿「ミハラシ館」で寝泊まりしたこと、巽の紹介で北原白秋の家を訪ね、白秋との対面を果たし感激するなど充実した日々だった。また巽から卒業生の半数が教職に就いているという東京外国語学校の受験を勧められる。翌年1月2日帰郷。

### ごん狐、外語学校
1932年、『赤い鳥』1月号に『ごん狐』が掲載される。帰郷した南吉は両親に外語学校受験を願い出て許可される。
3月、東京外国語学校英語部文科受験。志願者113人中合格者11人という狭き門をくぐり、見事合格。4月入学、上京。当初、結婚した巽聖歌の家に下宿し、2学期に学校寮に入った。寮のある中野区上高田には巽の他、与田凖一、藪田義雄も転居し、南吉は充実した学生生活を送った。また白秋指導のもと童謡を創作、『赤い鳥』に掲載された。しかし、1933年4月、白秋が鈴木三重吉と大喧嘩の末『赤い鳥』と絶縁。南吉もこれに従い『赤い鳥』への投稿をやめる。さらに『チチノキ』が経済的理由のため休刊。南吉は新しい童謡同人誌発行を計画するが、門下の分裂を恐れる白秋が反対したため断念。作品発表の場を失ってしまう。
7月、与田凖一の紹介で長編童話『大岡越前守』執筆するが、出版社から史実と違うという理由で拒否される。この原稿が日の目を見たのは南吉死後のことである。
1934年2月16日、第一回宮沢賢治友の会出席。
2月25日、結核のため喀血する。南吉は実家に帰り1か月あまり療養したのち、4月に学校に戻る。
1935年2月11日、チチノキが1年半ぶりに発行され、童謡や翻訳を発表するが、5月廃刊となる。フランス語科の河合弘に自分から声をかけ、友人になる。5月、巽が精文館から幼年童話の依頼を回してくる。南吉は「デンデンムシノカナシミ」など50篇ものカタカナ童話を量産するが、無名の新人という理由で出版不可となる。しかし、作品を書いた経験が南吉にとって大きな自信になった。
8月、木本と別れる。病弱な南吉が結婚に躊躇したのが原因だった。

### 病気、転職

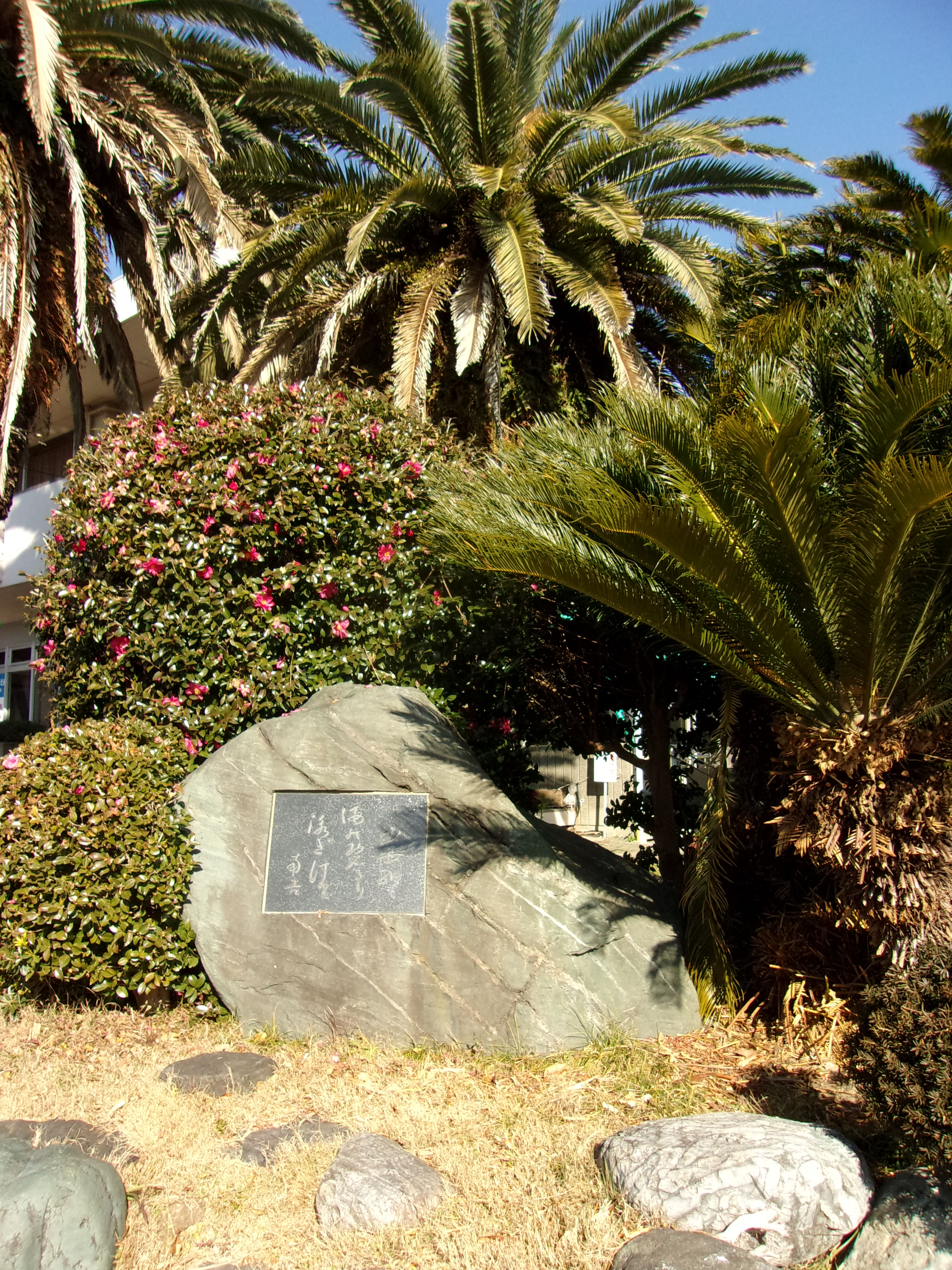
河和港の歌碑

1936年3月16日、東京外国語学校を卒業する。教員免許を取らなかった南吉は東京で就職活動するが、この年は不景気だったこともあり、文系学生の就職は困難だった。4月、東京商工会議所内の東京土産品協会に就職。南吉は英文カタログを作成する仕事をするが、激務の上月給は40円と安いものだった。10月9日、二度目の喀血で倒れ1か月寝たきりの生活になる。近所に住んでいた巽夫妻の献身的な看病で、小康状態となった南吉は、11月16日、帰郷し療養生活を送る。
1937年、教員の仕事を探し、4月、河和第一尋常高等小学校の代用教員を7月末まで務める。同じ学校で代用教員の山田梅子との交際が始まる。9月1日、杉治商会鴉根山畜禽研究所に就職。寄宿舎に住み込み、鶏の雛を世話をする仕事で、20円の薄給、休みは月2回という激務で、翌年1月退職する。
その後、半田中の恩師で安城高等女学校（現・愛知県立安城高等学校）の校長になっていた佐治克己の働きかけで女学校教員採用が決まり、3月17日中等教員免状を取得する。3月31日安城高等女学校教諭心得の辞令が出る。中山ちゑとの交際がはじまり、4月1日、杉治商会時代から疎遠になっていた山田梅子に別れの手紙を書く。

### 女学校教員時代

モニュメント「南吉語らいの椅子」（安城市、2019年4月）

1938年（昭和13年、25歳）、4月4日の入学式から教員生活がスタート。1年生の学級担任となり、1年生から4年生の英語、1年2年生の国語と農業を担当する。図書係や農芸・園芸部長も務めた。給料は70円。通勤に1時間半もかかるため、翌年の1939年、碧海郡安城町新田の大見坂四郎家に下宿する。
4月23日、外語学校時代に知り合った江口榛一が哈爾濱日日新聞の文芸部に入り、南吉に原稿を依頼する手紙が来る。『最後の胡弓弾き』『久助君の話』や詩が翌年まで掲載される。体調もよく、3年生の関西旅行引率や富士登山、同僚と熱海や大島へ視察するなど充実した年であった。
1940年6月9日、中山ちゑが青森県の知人宅で体調を崩し、急死。南吉は葬儀で男泣きに泣き、その後1か月は腑抜けのような状態だった。
一方この年は作品が次々雑誌に載る。
年末、学習社という出版社から伝記物の依頼を受ける。学習社の編集者が豊島与志雄宅を訪れて新人作家の紹介を依頼した際、その場に居合わせた南吉の友人で河出書房に勤務していた澄川稔が南吉を推薦。豊島も『赤い鳥』投稿の南吉の作品を知っていたため同調。南吉に原稿依頼となった。1941年1月4日から良寛の伝記を書き始め、3月9日脱稿。10月1日『良寛物語 手毬と鉢の子』が出版される。2万部出版され1300円の印税を受け取る。多蔵は「正八はえらいもんになりやがった、年に千三百円ももうけやがった。」としみじみ言ったという。11月28日、女学校の生徒の兄で早稲田大学の佐薙知の依頼で早稲田大学新聞に『童話に於ける物語性の喪失』を寄稿する。しかし伝記執筆後から体調が悪化。4月は腎臓病で10日あまりも学校を欠勤。その後も体調不良が続き、11月中旬には岩滑の実家に戻っていたが、12月血尿が出る。南吉は死を覚悟した。
1942年1月、病院で診察を受け腎臓炎と診断されるが、日記に死を覚悟した苦悩をつづる。巽から童話集出版の話が舞い込み、外語時代に書いた童話13篇を浄書して送るが巽は幼年童話を望んでいなかったため採用されなかった。3月末から5月末までの2か月の間に『ごんごろ鐘』『おぢいさんのランプ』『花の木村と盗人たち』『牛をつないだ椿の木』など童話を次々書き上げる。4月、与田凖一からも童話集の依頼。学習社に依頼された伝記『都築彌厚伝』執筆のため、8月、長野の温泉に行くが宿をとれず、群馬の万座温泉で過ごし1週間で帰宅。『都築彌厚伝』は頓挫した。10月10日はじめての童話集『おぢいさんのランプ』刊行。南吉は本の印税で高女職員全員に鶏飯をふるまい、職員室にラジオを寄付した。体調が悪化し、12月からは喉が痛み、声も出にくくなる。11月2日、北原白秋が死去。巽と与田から追悼詩集への執筆依頼を受け2篇の詩を書いて送る。それをきっかけに創作を再開、『耳』『小さい太郎の悲しみ』などを書く。1943年、年明けからは女学校を長期欠勤。2月10日安城女学校を退職。

### 死去

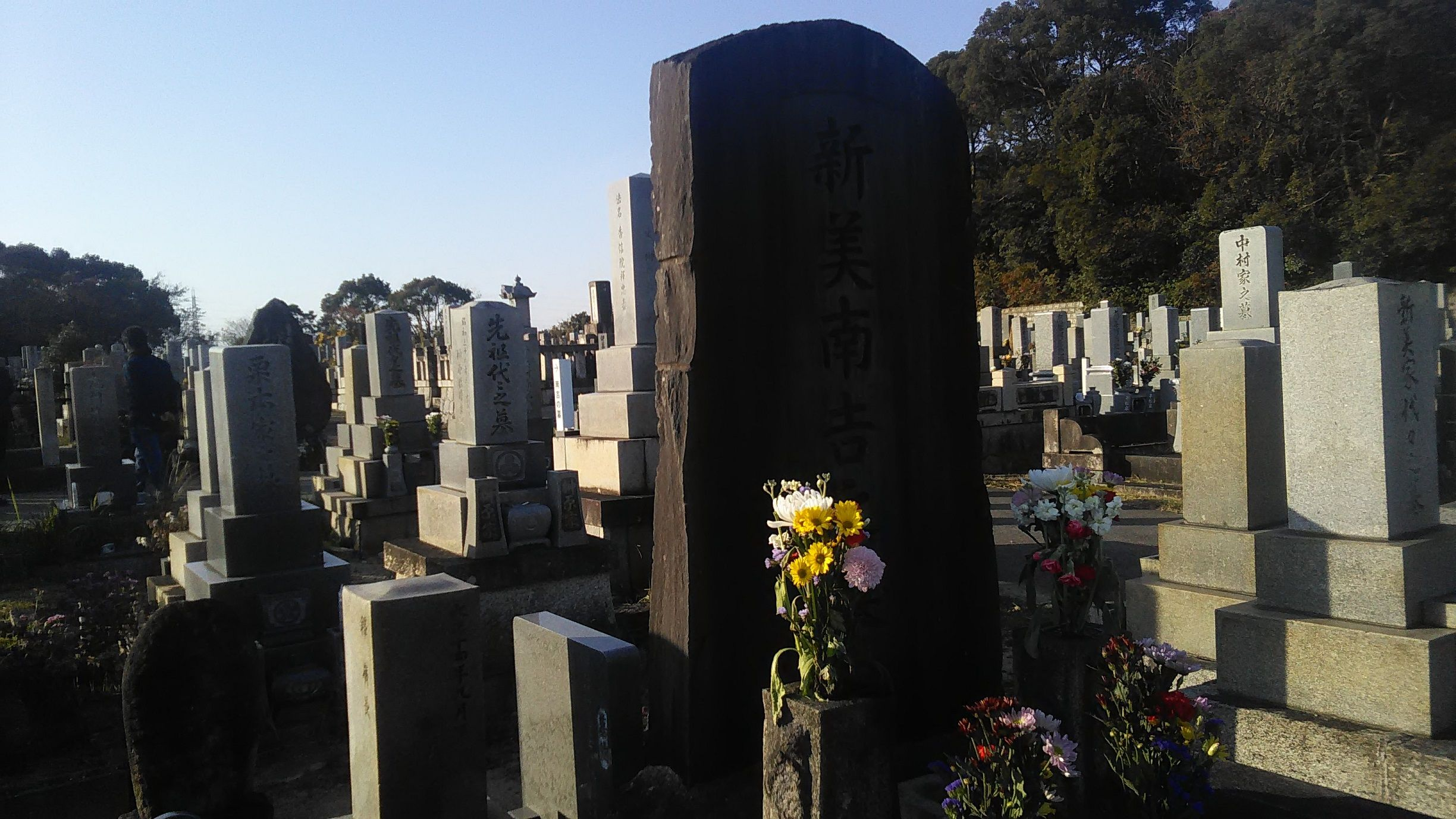
新美南吉の墓(半田市北谷墓地)

退職後は咽頭結核のためほとんど寝たきりになる。2月12日、巽聖歌に原稿と病状を手紙にして送る。また遺言状も書いている。南吉の病気を知らなかった巽は驚いて岩滑を訪れ、離れで寝ている南吉と対面、原稿の整理をする。3月20日、恩師伊藤仲治の妻が見舞いにきた。南吉はほとんど声が出ない様子で、「私は池に向かって小石を投げた。水の波紋が大きく広がったのを見てから死にたかったのに、それを見届けずに死ぬのがとても残念だ」と語った。3月22日午前8時15分、死去。享年31（満29歳8ヶ月）。死因が結核だったこと、関係者が学年末で忙しかったことなどから、葬儀は1か月後の4月18日、離れの家で行われた。法名「釈文成」。半田市柊町の共同墓地、北谷墓地に葬られた。巽聖歌が寄贈した墓石の裏には「法名 釈文成 俗名 正八 昭和十八年三月二十二日歿行年三十一才童話詩小説の作家歿後声明高まる」と彫られている。
忌日の3月22日は、1934年に書かれた詩『貝殻』にちなみ「貝殻忌」と命名され、新美南吉記念館ではこの日を中心として講演会や朗読劇など様々なイベントが開催されている。

## 人物

### 趣味
クラシック音楽愛好家で、日記にしばしば音楽についての記述がある。蓄音機を持っていなかったため東京では名曲喫茶と呼ばれた喫茶店に通ったり、蓄音機のある友人宅でレコードを聴いたりしていた。

### 女性関係
生涯独身だったが、29年の生涯に3人の女性との交際経験がある。
木本咸子（みなこ）
新美南吉の初恋相手。18歳の頃、半田第二尋常小学校に代用教員として勤務中に交際を始めるが、4年後の22歳で別れた。
山田梅子
新美南吉の2度目の恋人。24歳の頃、河和第一尋常高等小学校に代用教員として勤務中に交際を始めるが、退職後疎遠になり、翌年4月に別れた。
中山ちゑ
新美南吉の幼馴染で、子どもの頃から親しく遊んでいた。26歳の頃、結婚を考えるが、翌年に急死したため婚約は叶わなかった。生涯最後の交際相手である。ちゑの死後の翌年、教え子の岩月みやという女性に結婚を申し込んでいるが、若すぎるという理由で断られた。

## 略歴
- 1913年（大正2年）
  - 7月30日 畳屋を営む父 渡辺多蔵、母 りゑの次男として愛知県知多郡半田町（現・半田市）岩滑（やなべ）で生まれる。この前年に生まれ、生後わずか18日でなくなった長男の名をそのまま付けられた。これは父親が2人分生きてほしいとの願いを込めたもの。また、父親の好きな講談に登場する英雄梁川庄八に由来する。
- 1917年（大正6年）
  - 11月4日 母 りゑ逝去（享年29）。
- 1919年（大正8年）
  - 2月12日 父 多蔵再婚。義母の名は「志ん」。2月15日弟益吉誕生。
- 1920年（大正9年）
  - 4月1日 知多郡半田第二尋常小学校（現・半田市立岩滑小学校）入学。おとなしく目立たない児童で、体は少し弱かったが成績は良かった。
- 1921年（大正10年）
  - 7月19日 父多蔵離婚。しかし同年12月6日には同じ相手と再々婚している。
  - 7月28日 正八、母方の祖母 新美志も の養子となり、新美正八と改姓。祖母と二人で暮らし始めるが、12月には新美姓のまま実家渡辺家に戻る。
- 1926年（大正15年）
  - 3月で半田第二尋常小学校を卒業し、4月に旧制愛知県立半田中学校（現・半田高校）へ入学。
- 1928年（昭和3年）頃～
  - この頃から童謡や詩の投稿を始める。また、文芸誌『赤い鳥』や小川未明の『日本童話集』にであう。
- 1931年（昭和6年）
  - 3月24日 岡崎師範学校（現・愛知教育大学）受験するが体格検査で不合格となる。
  - 4月1日 愛知県知多郡半田第二尋常小学校の代用教員となるが、8月には一身上の都合で退職している。
  - 5月 『赤い鳥』に初めて童謡が掲載される（5月号「窓」）。
- 1932年（昭和7年）
  - 1月 『赤い鳥』1月号に童話「ごん狐」掲載。
  - 4月 東京外国語学校（現・東京外国語大学）英語部文科文学に入学。
- 1934年（昭和9年）
  - 2月25日 喀血（かっけつ）。この頃顔色も優れず、頻繁に盗汗。
- 1936年（昭和11年）
  - 3月16日 東京外国語学校を卒業。神田の貿易商会に勤めたが、二度目の喀血をして11月に帰郷。
- 1937年（昭和12年）
  - 4月 知多郡河和小学校の代用教員となる。夏に体調をくずし、7月31日退職。
  - 9月 杉治商会（家畜の飼料製造販売）鴉根山畜禽研究所に入社。
- 1938年（昭和13年）
  - 3月 安城高等女学校（現・安城高校）の教員となる。英語、国語、農業担当。
- 1941年（昭和16年）
  - 10月 初の単行本『良寛物語 手毬と鉢の子』（学習社）刊行
- 1942年（昭和17年）
  - 10月 初の童話集『おぢいさんのランプ』刊行
- 1943年（昭和18年）
  - 1月 病状悪化（喉頭結核）。2月には安城高等女学校を退職。
  - 3月22日 29歳で逝去。
  - 9月10日 童話集『牛をつないだ椿の木』、9月30日 童話集『花のき村と盗人たち』と2冊の童話集が相次いで刊行。

## 作風
地方で教師を務めた、クラシック音楽を好んだ、独身のまま若くして亡くなった、死後関係者の手によって作品が広く世に知られるようになり小学校の国語の教科書でも採用された童話作家という共通点から宮沢賢治との比較で語られることも多い。賢治が独特の宗教観・宇宙観で人を客体化して時にシニカルな筆致で語るのに対し、南吉はあくまでも人から視た主観的・情緒的な視線で自分の周囲の生活の中から拾い上げた素朴なエピソードを脚色したり膨らませた味わい深い作風で、「北の賢治、南の南吉」と呼ばれ好対照をなしている。
賢治は南吉がまだ学生だった1933年（昭和8年）に亡くなっているため、両者は会った事はないが、南吉自身は早くから賢治の作品を読み、高く評価していた。賢治没後の1934年（昭和9年）に開かれた「宮沢賢治友の会」にも出席している。
作品の多くは、故郷である半田市岩滑新田（やなべしんでん）を舞台としたものであり、特に少年達が主人公となる作品では、「久助君」「森医院の徳一君」等、同じ学校の同じ学年を舞台としたものが多い（主人公は「久助君」「大作君」など作品によって変わるが、「徳一君」や「兵太郎君」などはほとんどの話に登場して世界観をつなげる役目を果たしている）。
「久助君」を主人公にした作品が最も多く、俗に「久助もの」と呼ばれる。

## 作品
死後50年以上経過しているため著作権は消滅しており、作者名を明記すれば利用可能。著作者人格権はあるため、勝手に改変することは許されていない。インターネット上で文学作品を無料で提供しているサイトでは、戦後の一時期他者によって改変されたテキストが使われていることがあるため注意を要する。

### 童話集
生前に企画・制作された童話集は次の3作。うち2作は死後の刊行。（）内は初出の雑誌名と刊行年。
- 『おぢいさんのランプ』 有光社  1942年（昭和17年）10月10日
  - 川 （新児童文化第1冊、昭和15年）
  - いぼ（新児童文化第2冊、昭和15年）
  - 嘘 （新児童文化第3冊 昭和16年）
  - ごんごろ鐘
  - 久助君の話 （哈爾賓日々新聞 昭和14年）
  - うた時計 （少国民の友 昭和17年）
  - おぢいさんのランプ
  - 貧乏な少年の話

- 『牛をつないだ椿の木』 大和書店 1943年（昭和18年）9月10日
  - かぶと虫＜小さい太郎の悲しみ＞
  - 手袋を買いに
  - 草
  - 狐
  - 牛をつないだ椿の木 （少国民文化 昭和18年）
  - 耳 （少国民文化 昭和18年）
  - 疣

- 『花のき村と盗人たち』 帝国教育出版部 1943年（昭和18年）9月30日
  - ごん狐 （赤い鳥 昭和7年）
  - 百姓の足・坊さんの足
  - のら犬 （赤い鳥 昭和7年）
  - 和太郎さんと牛
  - 花のき村と盗人たち
  - 正坊とクロ （赤い鳥 昭和6年）
  - 鳥右ヱ門諸国をめぐる

### 伝記小説
- 新美南吉『良寛物語 : 手毬と鉢の子』学習社、1941年。 - 復刻： 中日新聞社、2013年。
- 新美南吉 『大岡越前守』学習社、1944年6月30日。

### 全集
- 『新美南吉全集』全8巻 牧書店、1965年。
- 『校定 新美南吉全集』全12巻、別巻2巻 大日本図書、1980年。

## 関連書籍
- 『新美南吉の手紙と生涯』巽聖歌著、英宝社、1962年。doi:10.11501/1346328
- 『新美南吉の世界』浜野卓也著、新評論、1973年。doi:10.11501/12463747
- 『友、新美南吉の思い出』河合弘著、大日本図書、1983年。doi:10.11501/12463888
- 『新美南吉の生涯 ごんぎつねのふるさと』大石源三著、エフエー出版、1987年。doi:10.11501/12463934
  - 改訂版 1993年。ISBN 4-87208-039-4

## 教科書
南吉の作品は東京書籍や教育出版等多くの小学校国語教科書に掲載され、親しまれている。

## 新美南吉記念館
半田市岩滑西町に新美南吉記念館がある。展示室では自筆原稿、著書、日記、手紙などを展示している。また、図書閲覧室には全集や絵本、南吉に関する研究書、郷土資料などが集められている。